# Ракита (Софійська область)
Раки́та (болг. Ракита) — село в Софійській області Болгарії. Входить до складу общини Сливниця.

## Населення
За даними перепису населення 2011 року у селі проживали 29 осіб, усі — болгари.
Розподіл населення за віком у 2011 році:
Динаміка населення: